# Tíjola
Tíjola este o municipalitate și un oraș din provincia Almería, Andaluzia, Spania, cu o populație de 3.814 locuitori.